# Alfie Cox
Pour les articles homonymes, voir Cox.
Alfie Cox, né le 6 janvier 1963 à Pietermaritzburg, est un pilote moto et auto sud-africain de Rallye Raid. Il a notamment terminé 2e en moto du Rallye Dakar 2002 et compte 8 victoires d'étapes sur ce rallye. 

## Rallye Dakar

### En moto
- 1999 : 3e
- 2000 : 45e
- 2001 : 5e
- 2002 : 2e
- 2003 : Abandon
- 2004 : 4e
- 2005 : 3e

### En auto
- 2006 : 15e
- 2009 : 75e
- 2010 : Abandon
- 2011 : 18e
- 2012 : Abandon